# Roland Uyttendaele
Roland Uyttendaele (Oordegem, 26 juni 1951) is een Belgische politicus voor CD&V en was van 2012 tot 2021 burgemeester van Lede.